# لیک وینولا (پنسیلوانیا)
لیک وینولا (به انگلیسی: Lake Winola) یک منطقهٔ مسکونی در ایالات متحده آمریکا است که در شهرستان وایومینگ، پنسیلوانیا واقع شده‌است. لیک وینولا ۷۴۸ نفر جمعیت دارد.